# Melinda
Melinda è un consorzio della Val di Non fondato nel 1989 che si occupa della vendita di mele coltivate dalle aziende agricole locali con sede a Cles (TN). È una delle aziende più grandi in Trentino, ha un fatturato medio annuo di circa 240 milioni. Il presidente del consorzio è stato confermato fino al 2027 Ernesto Seppi, classe 1966, imprenditore agricolo, laureato in economia, era stato eletto alla presidenza la prima volta nel gennaio 2022.

## Storia
La Melinda viene fondata nel 1989 in Val di Non. Le mele marchio Melinda sono le uniche in Italia ad aver ricevuto il riconoscimento D.O.P. (Denominazione di origine protetta). I soci frutticoltori sono più di 4.000 famiglie.

## Prodotti

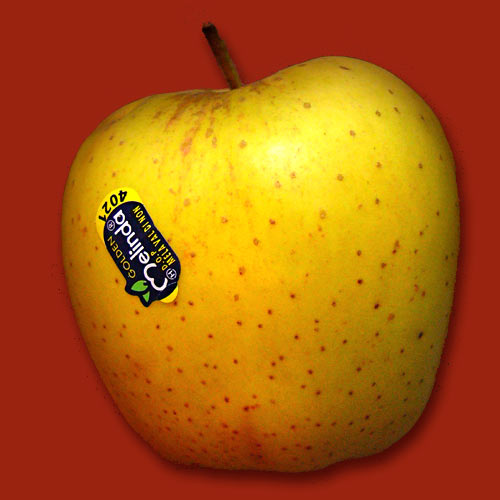
Una mela Melinda, varietà Golden Delicious

Le varietà di prodotto del marchio Melinda sono Renetta, Red Delicious, Golden Delicious, Gala, Fuji, Evelina ed altre.
Il marchio Melinda, oltre alla vendita di mele, offre succhi di mele e pere, strudel di mele, mousse di mele, biscotti di mele, sidro di mele, confettura di mele, aceto di mele e snack di mele secche.

## Storia della mela in Val di Non
L'economia Nonesa per molto tempo era basata sulla coltura del gelso (prodotto usato per l'industria tessile in quanto cibo per il baco da seta) e della vite.
All'inizio del XIX secolo, dopo un periodo nero per il gelso causato da malattie e da un eccessivo sfruttamento del terreno, si dice che un nobile di Revò, tale Francesco Maffei, introdusse la coltivazione della Renetta del Canadà.
Dapprima la coltivazione era allo stato brado poi, grazie allo sviluppo della tecnica della potatura e della tecnica irrigua, si ottennero migliori risultati. Il prodotto era di tale quantità che si esportava.
Attorno al 1852 Perini, uno studioso trentino-tirolese di economia, disse che le mele nonese erano famose perché restavano sane e succose anche d'inverno.
I riconoscimenti furono molti, la miglior performance fu quella alla esposizione agricola del 1888, in occasione dei festeggiamenti del quarantesimo anno dell'impero di Francesco Giuseppe d’Austria.

### La cooperazione frutticola
- 1905 – A Revò nascono 2 consorzi;
- 1910 – Denno;
- 1912 – a Nanno si edifica un magazzino che può contenere fino a 6000 quintali di frutta;
- 1920 – Rallo e Pavillo;
- 1924 – Campodenno.

Via via si adeguano tanti altri paesi anche della Val di Sole.
Dal 1989 tutti i vari consorzi si sono associati ed hanno formato Melinda.

### Tecnica
Nel 1949 a Lover viene costruito l'acquedotto a pioggia, un'evoluzione molto moderna per quel periodo.

## Specie coltivate

### Mele
Belfior gialla, Renetta di Baumann (oltre alle iniziali cinque varietà di renetta: Renetta del Canadà, Ananas, Nobile, d'Orléans e Parmaine), Fragona, Rugginosa, Rosa doppia, Limoncina, Mela del rosmarino.

### Pere
Ormai è una coltura quella delle pere che sta per scomparire. Le qualità erano: Spadona, Butirra Diel, Buona Cristiana William, Duchessa d'Angoulême, Butira Claigeau, Bergamotta d'Espereu, Decana d'inverno.